# Saturn Award für die beste Network-Fernsehserie
Folgende Serien haben den Saturn Award für die beste Network-Fernsehserie gewonnen:
| Jahr | Serie                                          | Weitere Nominierungen |
| ---- | ---------------------------------------------- | --- |
| 1990 | Raumschiff Enterprise: Das nächste Jahrhundert | Die Schöne und das Biest Nightmare on Elm Street 5 – Das Trauma Erben des Fluchs Mein Vater ist ein Außerirdischer Superboy Krieg der Welten                                  |
| 1991 | Raumschiff Enterprise: Das nächste Jahrhundert | keine weiteren Nominierungen |
| 1992 | Dark Shadows                                   | Zurück in die Vergangenheit Raumschiff Enterprise: Das nächste Jahrhundert Geschichten aus der Gruft Hexenjagd in L.A. Psycho IV – The Beginning                              |
| 1993 | Die Simpsons                                   | Batman Zurück in die Vergangenheit Ren und Stimpy Raumschiff Enterprise: Das nächste Jahrhundert Geschichten aus der Gruft Intruders – In der Gewalt von Außerirdischen       |
| 1994 | Superman – Die Abenteuer von Lois & Clark      | Die Abenteuer des Brisco County jr. Die Simpsons Star Trek: Deep Space Nine Raumschiff Enterprise: Das nächste Jahrhundert Wild Palms Akte X – Die unheimlichen Fälle des FBI |
| 1995 | Akte X – Die unheimlichen Fälle des FBI        | Earth 2 M.A.N.T.I.S. SeaQuest DSV Die Simpsons Raumschiff Enterprise: Das nächste Jahrhundert Geschichten aus der Gruft                                                       |
| 1996 | Outer Limits – Die unbekannte Dimension        | American Gothic – Prinz der Finsternis Die Simpsons Sliders – Das Tor in eine fremde Dimension Space 2063 Star Trek: Deep Space Nine                                          |
| 1997 | Akte X – Die unheimlichen Fälle des FBI        | Dark Skies – Tödliche Bedrohung Allein gegen die Zukunft Millennium – Fürchte deinen Nächsten wie Dich selbst Die Simpsons Sliders – Das Tor in eine fremde Dimension         |
| 1998 | Buffy – Im Bann der Dämonen                    | Profiler Die Simpsons Star Trek: Raumschiff Voyager The Visitors Akte X – Die unheimlichen Fälle des FBI                                                                      |
| 1999 | Akte X – Die unheimlichen Fälle des FBI        | Buffy – Im Bann der Dämonen Charmed – Zauberhafte Hexen Seven Days – Das Tor zur Zeit Die Simpsons Star Trek: Raumschiff Voyager                                              |
| 2000 | Future Man                                     | Angel – Jäger der Finsternis Buffy – Im Bann der Dämonen Roswell Seven Days – Das Tor zur Zeit Akte X – Die unheimlichen Fälle des FBI                                        |
| 2001 | Buffy – Im Bann der Dämonen                    | Angel – Jäger der Finsternis Dark Angel Roswell Star Trek: Raumschiff Voyager Akte X – Die unheimlichen Fälle des FBI                                                         |
| 2002 | Buffy – Im Bann der Dämonen                    | Angel – Jäger der Finsternis Dark Angel Star Trek: Enterprise Smallville Akte X – Die unheimlichen Fälle des FBI                                                              |
| 2003 | Alias – Die Agentin                            | Angel – Jäger der Finsternis Buffy – Im Bann der Dämonen Star Trek: Enterprise Smallville The Twilight Zone                                                                   |
| 2004 | Angel – Jäger der Finsternis CSI: Vegas        | Alias – Die Agentin Buffy – Im Bann der Dämonen Star Trek: Enterprise Smallville                                                                                              |
| 2005 | Lost                                           | Alias – Die Agentin Angel – Jäger der Finsternis CSI: Vegas Star Trek: Enterprise Smallville                                                                                  |
| 2006 | Lost                                           | Invasion Prison Break Smallville Supernatural Surface – Unheimliche Tiefe Veronica Mars                                                                                       |
| 2007 | Heroes                                         | 24 Jericho – Der Anschlag Lost Smallville Veronica Mars |
| 2008 | Lost                                           | Heroes Journeyman – Der Zeitspringer Pushing Daisies Supernatural Terminator: The Sarah Connor Chronicles                                                                     |
| 2009 | Lost                                           | Heroes Terminator: The Sarah Connor Chronicles Fringe – Grenzfälle des FBI Life on Mars Supernatural                                                                          |
| 2010 | Lost                                           | Chuck Fringe – Grenzfälle des FBI Ghost Whisperer – Stimmen aus dem Jenseits Heroes Lost Vampire Diaries                                                                      |
| 2011 | Fringe – Grenzfälle des FBI                    | Lost Smallville Supernatural V – Die Besucher Vampire Diaries |
| 2012 | Fringe – Grenzfälle des FBI                    | A Gifted Man Grimm Once Upon a Time – Es war einmal … Supernatural Terra Nova                                                                                                 |
| 2013 | Revolution                                     | Elementary The Following Fringe – Grenzfälle des FBI Once Upon a Time – Es war einmal … Supernatural                                                                          |
| 2014 | Hannibal Revolution                            | Marvel’s Agents of S.H.I.E.L.D. The Blacklist The Following Sleepy Hollow Under the Dome                                                                                      |
| 2015 | Hannibal                                       | The Blacklist The Following Grimm Person of Interest Sleepy Hollow |